# Deliciosamente peligrosa
Deliciosamente peligrosa es una película de Argentina filmada en colores dirigida por Ricardo Suñez sobre su propio guion escrito sobre su obra teatral homónima que se estrenó en video en 1989 y que tuvo como actores principales a Antonio Grimau,  Silvia Peyrou y Enrique Liporace.

## Reparto
Participaron del filme los siguientes intérpretes:
- Antonio Grimau
- Silvia Peyrou
- Enrique Liporace
- Mario Passano
- Gabriel Daneri
- Walter Basile
- Graciela Soto

## Comentarios
El director y guionista de la película Ricardo Suñez también guionó y dirigió los filmes Relación prohibida (1987), Tormenta de pasiones (1991) y Prisioneras del terror (1992) y actuó en Te necesito tanto, amor (1975) y Don Carmelo Il Capo (1975).	